# Peter Derek Sell
Peter Derek Sell (1929 - 1996 ) fue un botánico inglés; que identificó y clasificó más de 500 nuevas especies vegetales.

## Algunas publicaciones

### Libros
- Franklyn H. Perring, Peter D. Sell. 1968. Atlas of the British flora. Critical supplement. Ed. Bot. Soc. of the British Isles × T. Nelson. 159 pp.

- Sylvia Mary Haslam, Peter D. Sell, Patricia A. Wolseley. 1977. A flora of the Maltese Islands. Ed. Malta Univ. Press. 560 pp.

- Peter D. Sell. 1978. Critical supplement to the Atlas of the British flora. Ed. Bot. Soc. of the British Isles × EP Pub. Ltd. 159 pp. ISBN 0715813412

- --------------, Gina Murrell. 1996. Flora of Great Britain and Ireland: Butomaceae-Orchidaceae. Vol. 5. 440 pp. ISBN 0521553393 en línea

- --------------, Gina Murrell. 1996. Flora of Great Britain and Ireland: Campanulaceae-Asteraceae. Vol. 4 de Flora of Great Britain and Ireland. Cambridge Library Collection. Ed. Cambridge Univ. Press. 440 pp.

- Franklyn Hugh Perring, Peter Derek Sell, Stuart Max Walters, Harold Leslie Kerr Whitehouse. 2009. A Flora of Cambridgeshire. Cambridge Library Collection. Ed. Cambridge Univ. Press. 400 pp. ISBN 1108002404
- La abreviatura «P.D.Sell» se emplea para indicar a Peter Derek Sell como autoridad en la descripción y clasificación científica de los vegetales.[1]